# وژکلا، ارنکولم
وژکلا، ارنکولم (به انگلیسی: Vazhakkala, Ernakulam) یک زیستگاه انسانی در هند است که در Ernakulam district واقع شده‌است.

## خصوصیات
وژکلا ۴۲٬۲۷۲ نفر جمعیت دارد.